# 乌梁海
乌梁海（卫拉特托忒文：ᡇᠷᠠᡃᡊᡍᠠᡅ，羅馬化：Uraŋk̂ay，羅馬化：Uraaŋk̂ay/Urʸanxay，羅馬化：Uraaŋk̂aydar），不同時代譯寫為斡朗改、嗢娘改、兀良孩、兀良合、兀良合惕、兀良哈、乌梁罕、五两案等，歷史上为對蒙古高原部族的一种泛稱，辽代已见于史载。分二种，一种为蒙古迭儿列斤诸部之一，部众为成吉思汗先祖敦必乃属民，蒙古开国名将者勒蔑、速不台等均出自该部；另一种为分布于贝加尔湖以西的森林兀良哈部（又称槐因兀良哈，因居林中得名），包括操突厥語的圖瓦人和雅庫特人等，有時也指操蒙古語的阿爾泰乌梁海人。

## 源流
早在尼倫时代，蒙古高原就有兀良哈部落，据传说也起源于額爾古納昆。学者普遍认为《辽史》中出现的“嗢娘罕”即为“兀良哈”。乌梁海的名号源于战斗口号“uria”（烏拉）和头衔“khan”（汗），在蒙古历史中，早年孛儿只斤的始祖孛端察兒曾征服一支以兀良哈自稱的森林部落，亦被蒙古人列入迭列斤族裔之一，此为蒙古语族群中的兀良哈。此外，14世纪成书的《史集》记载，林中百姓之中亦有一个不同起源的部族被称为“森林兀良哈”，拉施德丁將其描述為極其孤立的西伯利亞森林民族，他們居住在樺樹皮帳篷中，用滑雪板狩獵，儘管森林兀良哈與蒙古著名的兀良哈氏族在名稱上相似，但拉施德丁表示他們之間並無關聯。
16世纪达延汗中興時期，蒙古本部六万户之中有“兀良哈万户”，分布于漠北，与漠南的兀良哈三卫同名但不同族。至17世紀初，「烏梁海」一詞已成為蒙古語中對所有散居於蒙古高原西北部森林地带族群的統稱，無論其是薩莫耶德人、突厥人或蒙古人。
明朝初期分立於鞑靼及瓦剌之外的，位於蒙古高原東南部的兀良哈三衛（乌济叶特）亦因朵颜卫始祖者勒蔑来自乌梁海而得名，然而除此之外二者並沒有直接關聯。朵颜三卫与喀喇沁部融合後，其王公贵族因此也沿用“乌梁海”作为其姓氏，系以部为氏。清代八旗中亦有该姓氏，写作“乌朗哈”、“乌梁罕”、“乌朗阿”、“乌亮海”、“吴郎罕”、“吴兰汉”、“吴凌汉”、“吴郎阿”、“吴郎韩”等，出自喀喇沁及乌噜特地方。
漠北的兀良哈万户后来被喀尔喀万户兼并，在喀尔喀阿拉坦汗失败後又被准噶尔部征服。1757年清朝打败准噶尔汗国後，将其境内的乌梁海人分为三部：唐努烏梁海、阿爾泰烏梁海、阿爾泰諾爾烏梁海。

## 兀良哈万户
15世纪中叶至16世纪初，蒙古汗廷直属万户中有兀良哈万户（明朝史料称之为「黃毛達子」）。此肯特山、斡难河的兀良哈成为达延汗时代的六万户之一，守卫以成吉思汗为首的蒙古大汗陵墓“大禁忌”。达延汗将巴尔虎、布里亚特等原属卫拉特的部落纳入兀良哈万户，在达延汗死后，博迪阿拉克汗因兀良哈万户叛乱而进行了讨伐，并将其肢解，其地为喀尔喀万户吞并。

## 清朝三部
满清时代将一些内属蒙古部落称为乌梁海。

### 唐努烏梁海
唐努烏梁海分五旗：唐努旗、萨拉吉克旗、托锦旗、库布苏库勒诺尔旗、奇木奇克河旗，前五旗由烏里雅苏台將軍管理。哈苏特、沙尼克、尼巴吉、达瓦恩、喬杜贝子等佐领由外喀尔喀蒙古人負责。
唐努乌梁海不仅包含俄罗斯联邦所属图瓦共和国的绝大部分，还包含今天俄罗斯的阿尔泰共和國及蒙古国的库苏古尔省的大部分，总面积约24万平方公里。

### 阿爾泰烏梁海
阿爾泰烏梁海，左翼四旗：副都統旗、散秩大臣旗、二總管旗；右翼三旗：散秩大臣旗、二總管旗。
阿爾泰烏梁海其牧地位于今中國新疆阿勒泰地區額爾齊斯河以北、吉木乃縣以西地方及俄羅斯阿爾泰共和國南部一帶。

### 阿爾泰諾爾烏梁海
阿爾泰諾爾烏梁海，编为二旗四佐领，原头人管理。这部向清交貂皮纳贡。
阿爾泰諾爾烏梁海其牧地大致相當於今俄羅斯阿尔泰共和国全境、阿爾泰邊疆區東部及哈薩克斯坦東哈薩克斯坦州東北一隅。

## 其他
雅庫特人与卡尔梅克人也有烏梁海部。